# 体质人类学
體質人類學（英語：physical anthropology），又稱生物人類學（英語：biological anthropology）是人类学的一门分支学科，研究生物演化、遺傳學、人類適應與變異、靈長目學、型態學的機制，以及人類演化的化石記錄。
體質人類學發展自十九世紀，早於達爾文的自然選擇理論和孟德爾的遺傳學研究。體質人類學這個名稱來自它的資料是體質的（化石，特別是人類骨骼）。隨著達爾文理論與現代綜合理論的興起，人類學家取得了新型態的資料，有些人開始自稱為「生物人類學家」。
體質人類學的某些早期分支，例如人體測量學的早期研究，已受到批評。例如颅指数的數據以往經常被用以推論行為特質。

## 研究范围
體質人類學主要從生物演化角度，研究人類體質差異與種族概念、靈長目與人類的演化關聯、人類物種的起源與擴散過程。因此，體質人類學包括了許多次學科，包括人類遺傳學、靈長目學、分子人類學、古生物學、古人類學等等。體質人類學家經常與考古學家通力合作，在學科分工上，體質人類學家偏重人類及相關動物的化石與現生物種研究，考古學家偏重於器物與遺址研究。
近年來，由於小說及同名電視影集《尋骨線索》（Bones）甚為風行，體質人類學的DNA研究與法醫方面的應用，受到大眾關注。另一方面，在非洲、亞洲、歐洲等地不斷發掘出許多遠古人類化石，這使得人類演化過程的圖像更趨完整，然而學者對於化石及DNA證據的詮釋或有差異，也因此產生許多論辯。大抵上體質人類學家對於接納新物證並修改舊有概念都抱持著相當開放的態度，因為每件新發現都必須經過嚴謹的發掘與實驗室研究，況且遠古人類的化石都是歷經長年辛勤工作再加上好運，才得以重見天日。
早期體質人類學研究偏重人种之间的體質差异，如肤色、发型、头型和体质，這不免因聯結到種族歧視概念而受到質疑。近年來對於現生人種的研究，偏向生物化学方面，如血型與鐮狀紅血球症以及天花的關聯，以及人類基因圖譜的建立。並從Ｙ染色體與粒腺體DNA的研究，追溯人類的演化遷徙路線。
生物人类学家的基本任务是解答下列一些问题：人类是什么？什么是人类进化的化石记录？世界上的人类为何如此相同或不同？人类的生物性和文化性是如何相互作用的？要解答这些问题，生物人类学家必须就下列方面进行探讨：灵长类研究、人科起源及人类起源研究、人类微观进化研究、古病理学研究、营养健康研究和群体遗传学研究等。
在本质上，体质人类学和生物人类学的含义是相同的，但是“体质人类学”逐渐被称为“生物人类学”的趋势是有历史原因的。从20世纪50年代开始，体质人类学家逐渐熟知并开始引入遗传学方法，群体遗传学研究也在这时开始被重视起来。这样，传统的体质人类学研究内容便从灵长类研究、人科起源及人类起源研究、人类微观进化研究等方面扩展到对人类群体生物性的考察，特别是对群体遗传学的考察上来，因此，“生物人类学”一词开始逐渐出现在人们的视野当中。

## 分支学科
- 靈長目學　對於靈長目的研究。
- 人种学透過生理上的特徵，研究與比較人類各族群生理上的差異
- 人体测量学用测量和观察的方法描述人类体质特征状况
- 人類適應　人類對環境壓力與變異，所產生的（生理的、發展的與遺傳的）適應反應方式。（也請參閱生物醫學人類學，人類生物學）
- 生物學人類　 由生物學、生物人類學、營養學與醫學等學科所組成的跨學科學術領域，焦點放在對衛生、人類演化、適應與群體遺傳學等等議題的國際、群體層次觀點，而不是針對個體的診斷（也請參閱生物醫學人類學，人類適應）
- 人類演化 包括:
  - 古人類學　 對於用來解釋人類演化的化石證據的研究。
  - 人類行為生態學　從演化生態學觀點，對於行為適應方式的研究，例如搜食、繁殖與個體發生學（也請參閱行為生態學）
- 神經人類學 研究人類腦子的演化，以及文化做為人類物種對其環境的神經學適應方式。

人類演化的研究，往往包含其他的分支学科：
- 人骨學　 對於骨架材料的研究。人骨學專家能將他們的技術與知識運用於其他領域:
  - 古病理學　 研究人類骨架中的疾病與外傷痕跡。
  - 法醫人類學 為驗屍官或醫事檢驗人員，提供人類遺骸的分析與鑑識。這種研究常為法律判決提供重要證據。

## 內部連結
- 靈長目學
  - 靈長目
  - 類人猿
- 人類演化
  - 人科
  - 人屬
  - 單地起源說
  - 多地起源說
- Y染色体单倍型类群

## 延伸閱讀

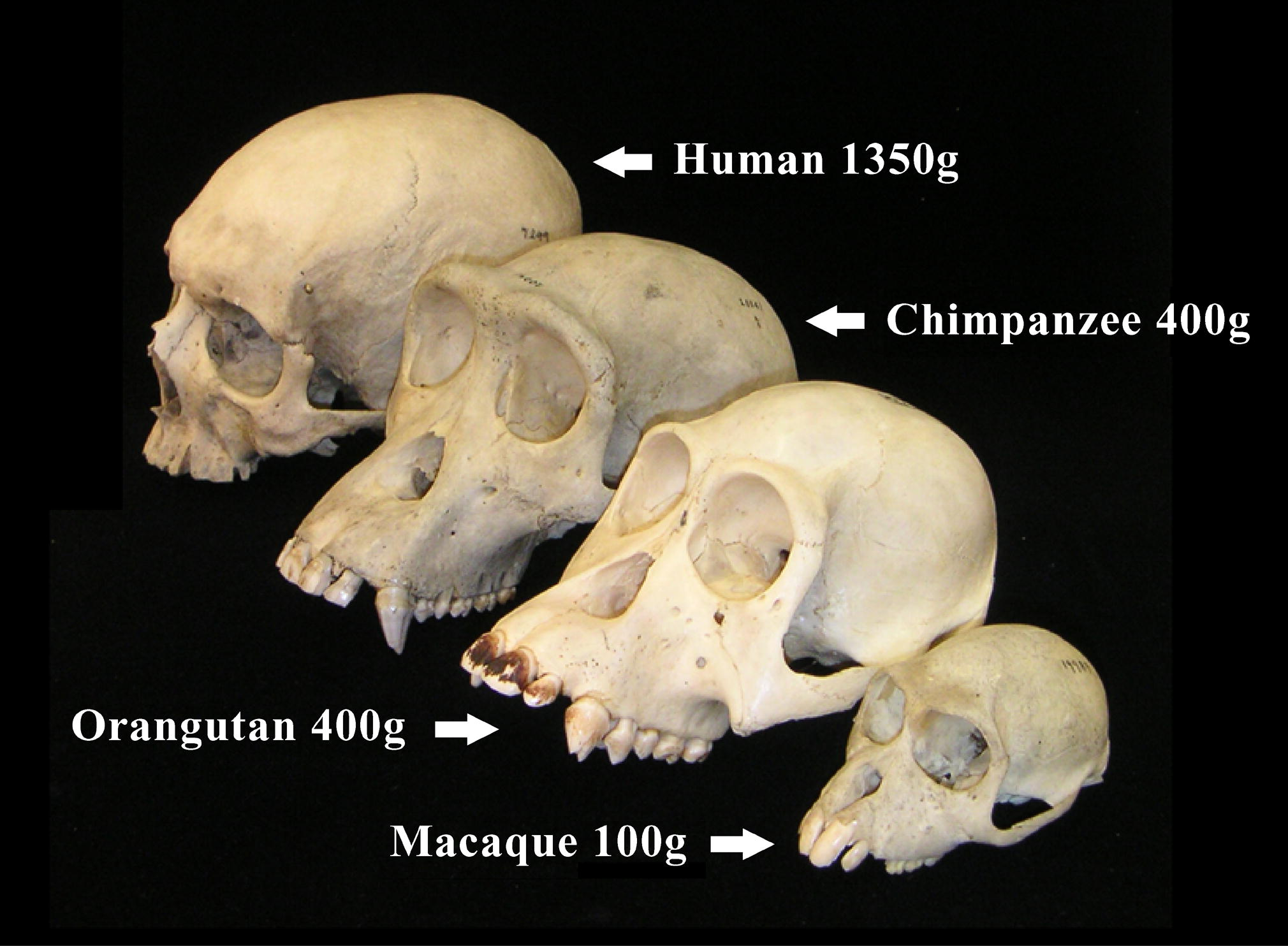
靈長類頭骨

- Michael A. Little and Kenneth A.R. Kennedy, eds. Histories of American Physical Anthropology in the Twentieth Century, (Lexington Books; 2010); 259 pages; essays on the field from the late 19th to the late 20th century; topics include Sherwood L. Washburn (1911–2000) and the "new physical anthropology"
- Brown, Ryan A and Armelagos, George, "Apportionment of Racial Diversity: A Review", Evolutionary Anthropology 10:34–40 2001
- Modern Human Variation: Models of Classification

## 外部連結
- 美國體質人類學家協會(American Association of Physical Anthropologists)（页面存档备份，存于）
- 英國生物人類學家與骨骼考古學家協會(British Association of Biological Anthropologists and Osteoarchaeologists)（页面存档备份，存于）
- 人類生物學協會(Human Biology Association)（页面存档备份，存于）
- 加拿大體質人類學會(Canadian Association for Physical Anthropology)（页面存档备份，存于）
- 直立人(Homo erectus)與尼安德塔人(Homo neanderthalensis)重建 - 由美國自然歷史博物館人類學門所發行的網路電子文章。
- 生物人類學網路期刊(The Internet Journal of Biological Anthropology)-免費線上期刊
- Istituto Italiano di Antropologia（页面存档备份，存于）
- 人類學科學期刊(Journal of Anthropological Sciences)（页面存档备份，存于） - 免費下載書評文章全文
- 定位人類學的跨學科性(Mapping Transdisciplinarity in Anthropology)（页面存档备份，存于） pdf
- 人類科學的基礎理論(Fundamental Theory of Human Sciences)（页面存档备份，存于） ppt
- 科學人雜誌　台灣出版的科普雜誌（網路版與紙本），提供遺傳學、體質人類學及其他自然科學新知。